# Exosoma nodieri
Exosoma nodieri es una especie de insecto coleóptero perteneciente a la familia Chrysomelidae.
Fue descrita científicamente en 1923 por Laboissiere.